# DO OUR BEST
『DO OUR BEST』（ドゥ・アワー・ベスト）は忍者のベスト・アルバム。

## 内容
デビュー・シングル「お祭り忍者」から6人最後のシングル「Harapeko」まで全10枚のシングルを完全網羅した唯一のベスト・アルバム。

## 収録曲
1. お祭り忍者
作詞：原六朗・荒木とよひさ、作曲：原六朗・馬飼野康二、編曲：鷺巣詩郎
2. リンゴ白書
作詞：小沢不二夫・荒木とよひさ、作曲：米山正夫・馬飼野康二、編曲：鷺巣詩郎
3. おーい!車屋さん
作詞：米山正夫・荒木とよひさ、作曲：米山正夫・馬飼野康二、編曲：鷺巣詩郎
4. 秘・美・子
作詞：尾関昌也、作曲・編曲：馬飼野康二
5. 君に御中
作詞：尾関昌也、作曲：鈴木キサブロー、編曲：新川博
6. ハラショ!
作詞：秋元康、作曲：鈴木キサブロー、編曲：船山基紀
7. 涙 涙のカラオケボックス
作詞：秋元康、作曲：三木たかし、編曲：若草恵
8. 日本
作詞：秋元康、作曲：三木たかし、編曲：若草恵
9. 日本ブギ
作詞：秋元康、作曲：都志見隆、編曲：岩崎文紀
10. Harapeko
作詞：村上和也・西岡秀基、作曲：長沢ヒロ、編曲：岩田雅之